# Metacatharsius rubidus
Metacatharsius rubidus là một loài bọ cánh cứng trong họ Bọ hung (Scarabaeidae).